# 主審 (棒球)
主審是棒球比賽的裁判之一，站於捕手的後方，主要是來判決投手投出的球為好球或壞球，若為好球則主審給予右手手勢，反之則無任何手勢；以及判斷三壘跑壘員若是衝往本壘時有無成功衝往本壘並取得分數。

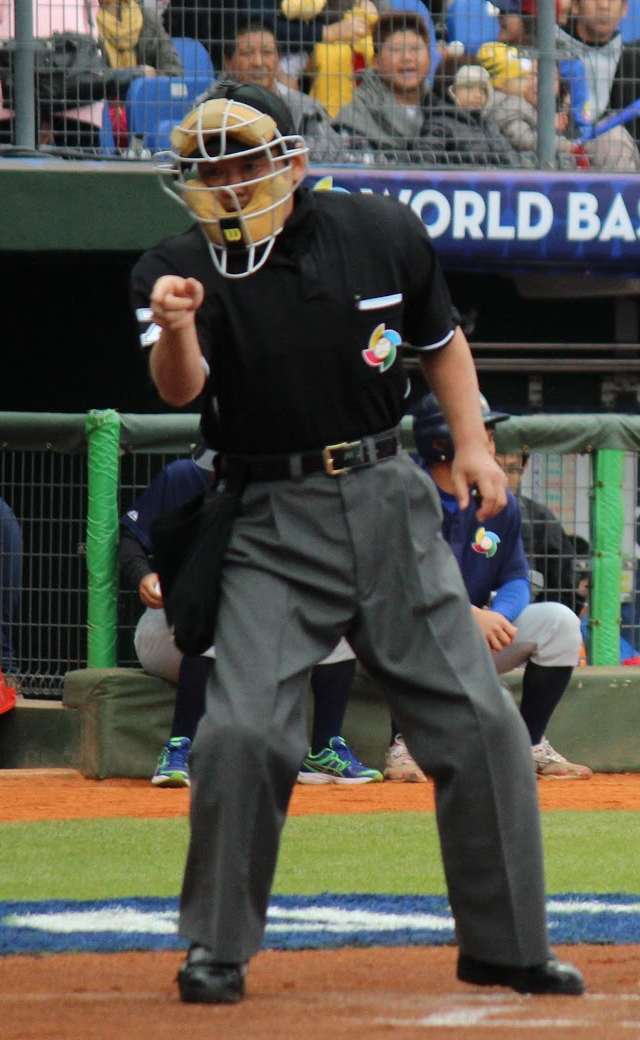
主審

## 安全防護
由於投手時常投出高達130公里/小時以上，甚至是超過150公里的球速，且打者有時會擊出擦棒球或界外球，因此主審是場上所有裁判位置中裝備最多、防護最完善的一個。主審上場執法時，頭部會戴上面罩，胸前會穿著護具，膝蓋、小腿等部位亦需穿戴護具，腳穿著內含金屬片有保護作用的主審專用鞋。主審也會繫上可裝多顆棒球的球袋，以便於將球遞給捕手使用。

## 好壞球認定

### 好球的定義
1. 投手所投出的球有通過本壘，而高度在肩部上緣與球褲上緣之中間平行。
2. 投手所投出的球，打者揮棒落空或是將球打成界外球。但是2好球之後，若打者將球打到界外仍計2好球；若打者將球用犧牲短打打成界外則判定3好球(三振)。

### 電子好球帶
為降低好壞球判決的爭議，電子好球帶系統（Automated Ball-strikes，ABS）開始在美國職棒小聯盟部份賽事以及韓國職棒例行賽使用，但因技術問題，以及球員的習慣等需因素，大聯盟及其他職棒聯盟或國際賽事尚未導入。

## 三壘跑壘員衝回本壘之判斷方式

### 三壘跑壘員安全回壘情形舉例
- 如果打者在2出局前將球打成高飛球被接殺後，三壘跑者迅速衝回本壘且比防守的一方快，此時稱為「高飛犧牲打」，可以得分。但若是2出局後被接殺則不能得任何分數。
- 如果投手暴投使捕手沒能接到球，三壘跑壘員可考慮是否迅速衝回本壘。假使三壘跑壘員比觸殺行為還快到本壘即可得分。
- 如果打者將球打成全壘打(Homerun)，此時三壘跑壘員也可直接跑回來，而打者可至少得2分打點(打者自己和三壘跑壘員)。若此時一壘和二壘都有跑壘員，也可跟著衝回本壘，此時打者就有4分打點的全壘打(又稱滿貫全壘打、滿壘全壘打)。
- 三壘跑壘員盜本壘成功(機率極低)。

### 三壘跑壘員被刺殺在本壘的方式
- 如果三壘跑壘員衝回本壘比捕手接到球還慢，而被捕手刺殺在本壘，此時分數不但不能加進去而且要計1個出局數；但若是打者擊出全壘打時則不能做刺殺之動作。
- 有些比較特別的比賽，可能會規定三壘跑壘員若要衝回本壘時不能使用頭部滑壘，像是少棒賽等。如果有規定不能用頭部滑壘且跑壘員還未依規定指示做，那麼防守員不論球是否比跑壘員慢到本壘，照理論上都應算出局。因為跑壘員第一時間就未依照規定做，所以不應該再看球是否有比跑壘員快到本壘。

## 內野高飛球
- 如果打者在不到2出局一、二壘有人或者滿壘時打者擊出內野高飛球，則主審得視狀況(多半是認定防守方可輕鬆接殺)直接判定為「內野高飛球」(又俗稱「內野高飛必死球」)，不論內野防守者是否有接到都是算打者直接出局，如果防守者真的沒有接到球，那麼打者也只好嘆氣，但是這是為了防止防守刻意漏接而造成的雙殺，這個規則實質上還是保護進攻方。

- 2015年5月4日，日本職棒讀賣巨人對戰廣島東洋鯉魚的比賽中，9局下廣島一出局攻占滿壘，打者擊出內野高飛球，被主審宣告出局後，巨人三壘手未確實將球接捕，此時廣島三壘跑者衝回本壘，巨人三壘手將球傳回本壘，接球的一壘手以為跑者處於被迫進壘狀態，僅踩本壘板未持球觸殺跑者，主審原做出出局的手勢。但事實上當擊出內野高飛球的打者被宣告出局後，壘上所有跑者都解除被迫進壘狀態，且因為內野手未確實將球接捕，壘上跑者不負需觸原壘位的義務，故改判得分算，廣島以2:3X取得再見勝利。並於2天後推出「懂規則才會贏」的T-shirt。

## 附註
1. ↑  吳清正. . 自由時報. 2024-08-21  [2024-12-02]. （原始内容存档于2024-12-04）.
2. ↑  Kukuma. . 野球革命. 2024-05-25  [2024-12-02]. （原始内容存档于2024-12-04）.

## 外部連結
- 主審照（中華職棒）

- 主審照（美國職棒大聯盟）